# Càrn Dearg (monts Monadhliath)
Pour les articles homonymes, voir Càrn Dearg.
Le Càrn Dearg est une montagne du Royaume-Uni située en Écosse, dans les monts Monadhliath. Il culmine à 945 mètres d'altitude ce qui en fait un munro, un marilyn et le point culminant des monts Monadhliath. Il est entouré au nord-nord-ouest par le Càrn Bàn, à l'est par la petite vallée de Gleann Ballach, au sud-sud-est par une crête marquée par un premier sommet sans nom puis par le Càrn Macoul et au sud-ouest par le Loch Dubh.